# Bacchiades

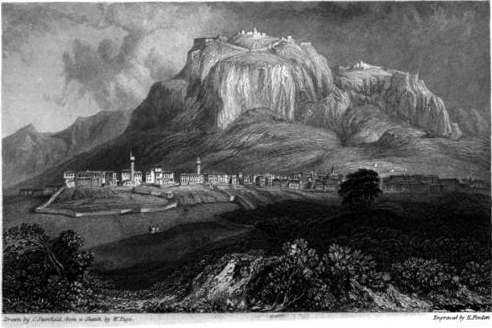
Corinthe en 1833.

Les Bacchiades (en grec ancien Βακχιάδαι / Bakkhiadai) sont une famille de la noblesse dorienne de Corinthe, issue de Bacchis, fils de Prumnis. 
À l'origine investie de la royauté, puis à la tête d'un clan oligarchique, cette riche famille noble joua un grand rôle dans l'histoire de la Corinthe antique.

## Histoire
À l'origine investis de la royauté, les Bacchiades arrivent au pouvoir à Corinthe au Xe siècle av. J.-C., quand un certain Bacchis devient roi de la cité. Cette dynastie fit de Corinthe une cité prospère. 
Le dernier roi bacchiade, après cinq générations depuis Bacchis, est Télestès, fils d'Aristodème, assassiné en 747 av. J.-C.. La royauté est abolie à Corinthe à la suite de cet événement. Elle est remplacée par une oligarchie. Les Bacchiades demeurent néanmoins la famille dominante. La première fonction de prytane leur est réservée. 
Cette dynastie de rois puis d'oligarques conserve toute sa pureté en n'admettant aucune alliance avec d'autres familles. À Corinthe, la politique des Bacchiades est essentiellement mercantile : cette famille d'armateurs énergiques et intelligents aménage un port sur le golfe Saronique et un autre sur le golfe de Corinthe, établit entre les deux un chemin de bois pour le roulage des navires, crée des comptoirs et occupe les colonies de Corcyre et de Syracuse. Ils transforment ainsi leurs affaires privées en entreprises publiques, tout en enrichissant leur ville. 
Après la fin de la monarchie, ils continuent à occuper des rôles importants dans la magistrature de la cité (comme prytanes) jusqu'à l'arrivée au pouvoir en 657 av. J.-C. du tyran Cypsélos, qui appartenait lui aussi par sa mère aux Bacchiades, puis de son fils Périandre, en 627 av. J.-C.. 
Après la révolution de Cypsélos, Démarate, un membre de cette prestigieuse famille, s'installe à Tarquinia, en Étrurie, et selon une tradition, des rois de Rome d'origine étrusques, comme Tarquin l'Ancien, fils de Démarate, auraient été liés à cette dynastie.
La famille royale des Lyncestes, une tribu de Macédoine, prétend également descendre des Bacchiades.